# Coasta de Fildeș

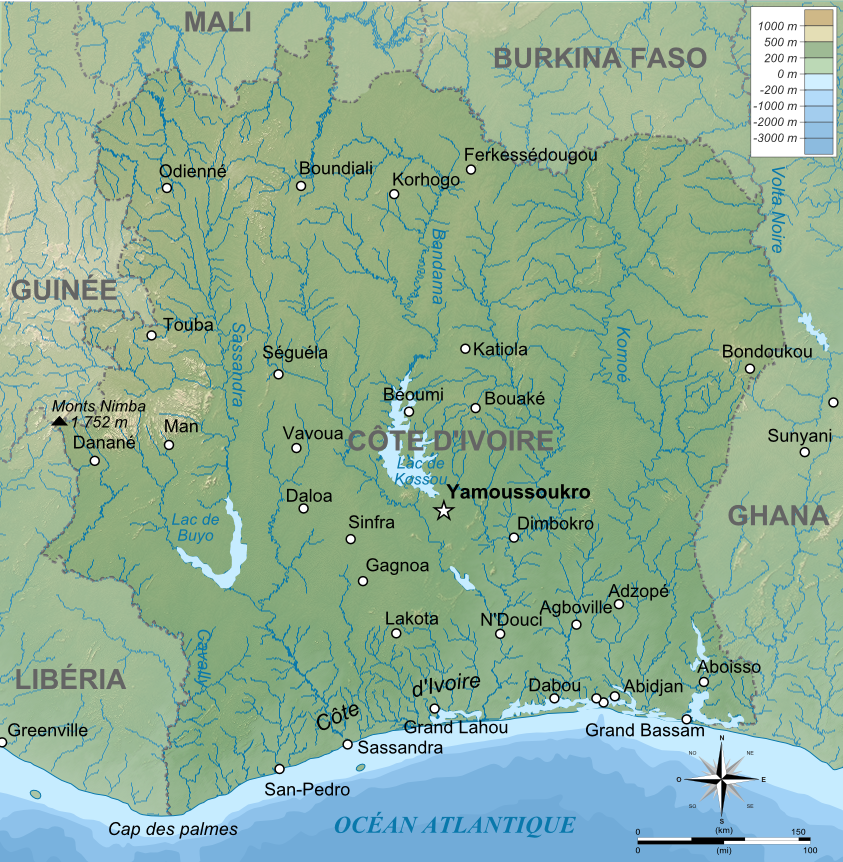
Topografia Coastei de Fildeș.

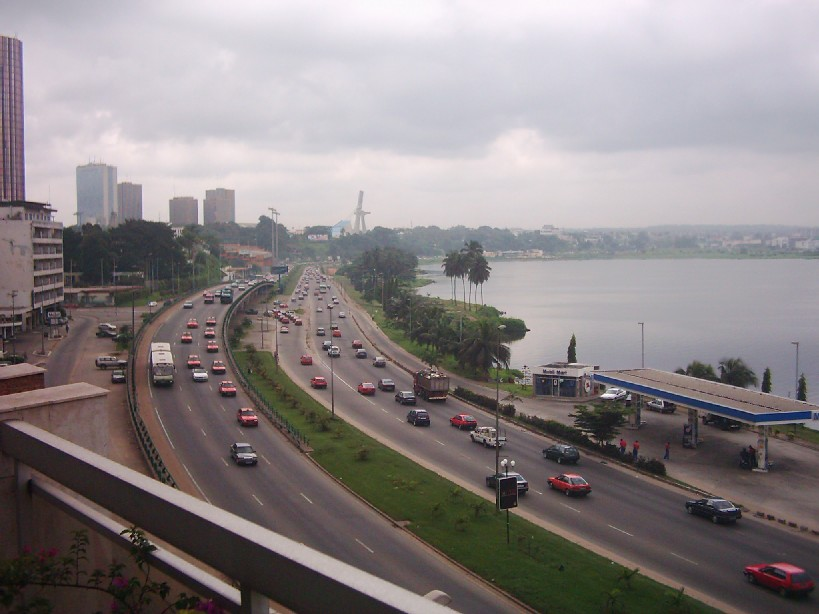
Autostrada din cartierul Podișului din Abidjan

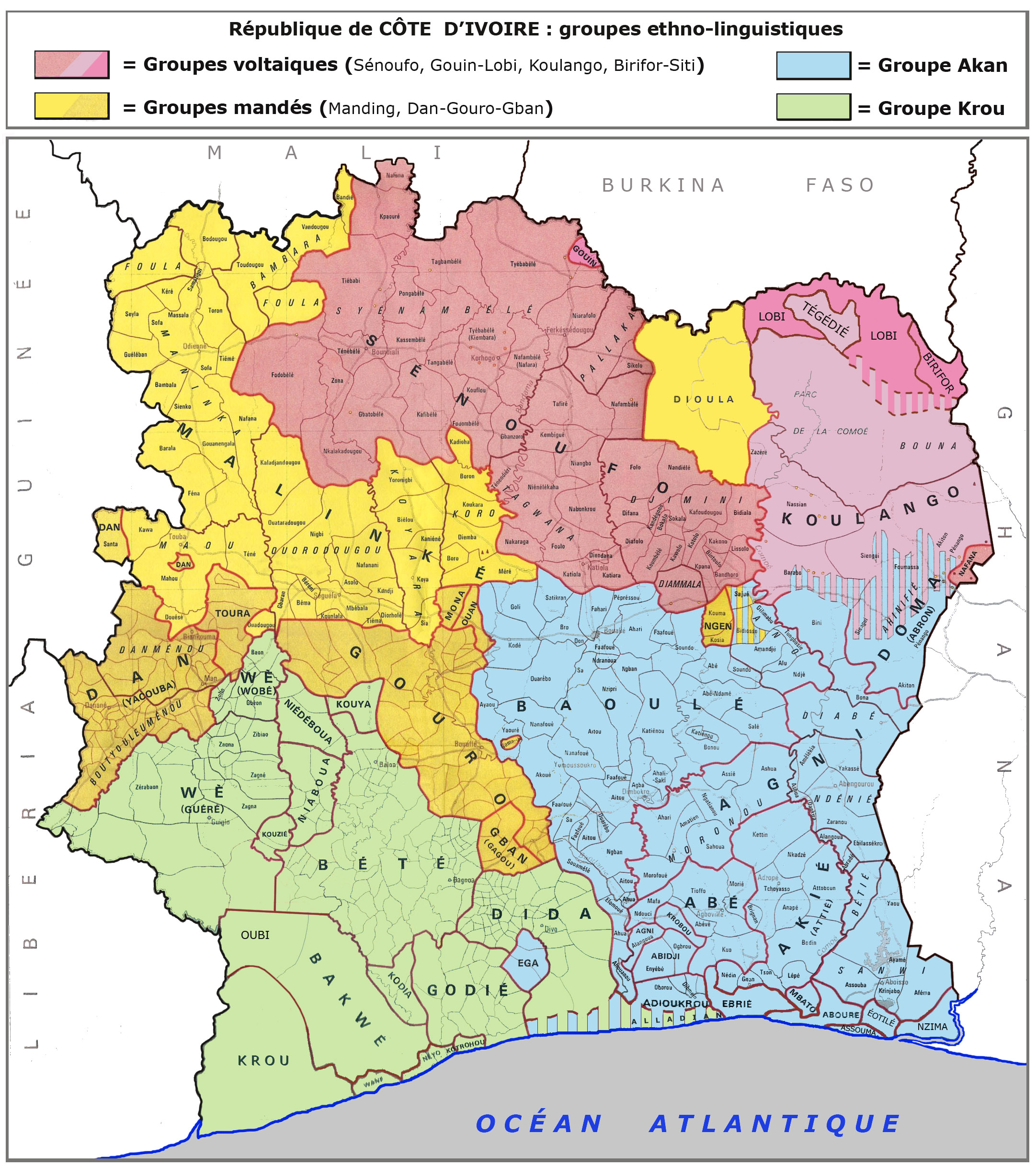
Limbile Coastei de Fildeș ; limba guvernului este franceza.

Republica Coasta de Fildeș, oficial numită Republica Côte d'Ivoire (după numele colonial din limba franceză) este o țară din Africa de Vest. Se învecinează cu Liberia, Guineea, Mali, Burkina Faso, Ghana și are ieșire la Oceanul Atlantic în Golful Guineei.

## Denumire
Guvernul acestei țări a cerut în octombrie 1985 ca numele francez Côte d'Ivoire să fie folosit în toate limbile, în grafia fără cratimă (în contradicție cu regulile ortografice ale limbii franceze). Totuși, cele mai multe publicații internaționale continuă să folosească denumirile din propriile lor limbi, cu atât mai mult cu cât numele francez se scrie în litere latine, ori nu toate limbile folosesc această grafie. Întâlnim astfel : Ivory Coast în engleză, Elfenbeinküste în germană, Costa de Marfil în spaniolă, Elefántcsontpart în maghiară, Costa d'Avorio în italiană, Берег Слоновой Кости în rusă, iar în limba noastră, „Coasta de Fildeș”. În schimb, din adjectivul francez ivoirien au apărut adjective similare în celelalte limbi: ivorian, ivorianer, ivoriano ș.a.m.d. Între timp guvernul ivorian s-a schimbat astfel că denumirea franceză, în alte limbi decât franceza, este mai ales o denumire de curtoazie.

## Politică
În urma decolonizării politice, puterea colonială, anume Franța, a renunțat la suveranitatea sa asupra teritoriului la data de 7 august 1960, dar nu și la influența economică și militară (trupe franceze sunt poziționate și astăzi în țară, iar majoritatea investitorilor sunt francezi). Primul președinte după proclamarea independenței a fost Félix Houphouët-Boigny (citit Ufue-Buani). Colonialiștii francezi au procedat în Coasta de Fildeș așa cum procedaseră și celelalte puteri coloniale în Africa sub-sahariană: s-au bazat pe populațiile animiste din sud, mai înainte victime ale sclavagismului practicat de emiratele musulmane din nord, pentru a își asigura în aceste țări o administrație și o armată credincioasă (emiratele din nord se opuseseră colonialiștilor pe planul militar). Pentru aceasta, au creștinat, educat și promovat preferențial populațiile din sud, mai apropiate de coastă. După independență, de cele mai multe ori, primele guverne erau majoritar formate din creștini din sud, precum Houphouët-Boigny sau Laurent Gbagbo, care au folosit bogățiile țării preferențial în profitul populațiilor din care se trăgeau. Cele nordice, musulmane, revendicau o redistribuire a răspunderilor politice și a creșterii economice. Astfel s-a creat în Coasta de Fildeș, ca și în alte țări subsahariene (precum de exemplu Nigeria), un clivaj geopolitic între nord și sud. În Coasta de Fildeș, Franța a încercat în ultimele trei decenii să-și redesfășoare influența în favoarea populațiilor musulmane din nord, ceea ce l-a determinat pe Laurent Gbagbo, care a condus statul între 2000 și 2011, să se poziționeze inițial ca om politic de stânga, independent de influența franceză. Regimul lui, din ce în ce mai potrivnic intereselor Franței, a evoluat treptat în dictatură, ceea ce a condus la al Doilea Război Civil Ivorian, în care tabăra lui Laurent Gbagbo a fost învinsă de forțele lui Alassane Ouattara (citit Alasan Oatara), un om politic de centru-dreapta liberală, originar din nordul musulman, în coaliție cu forțele trupelor ONU și ale Franței.

## Demografie
Conform estimărilor din iulie 2011, populația Coastei de Fildeș includea 21.504.162 cetățeni. Rata natalității este relativ scăzută, cifrându-se la circa 30,95 nașteri/1.000 locuitori, iar rata mortalității este într-o creștere moderată, în 2011 numărând 10,16 decese/1.000 locuitori, de unde denotă o rată pozitivă a sporului natural. Sporirea numărului de decese este datorată cazurilor multiple de SIDA (450.000 persoane purtătoare a virusului HIV în 2011). Cel mai populat oraș este Abidjan, a cărui zonă metropolitană numără nu mai puțin de 6.169.102 locuitori.

## Economie
În anul 2010, Coasta de Fildeș realiza circa 40% din producția mondială de cacao.